# Anschlag (Wipperfürth)
Anschlag ist ein Ortsteil von Wipperfürth im Oberbergischen Kreis im Regierungsbezirk Köln in Nordrhein-Westfalen (Deutschland).

## Lage und Beschreibung
Anschlag, dessen größerer Teil zu Halver im Märkischen Kreis gehört (Anschlag (Halver)), wird von weniger als 100 Personen bewohnt.